# ブルーもしくはブルー
『ブルーもしくはブルー』は、山本文緒の小説。本項では同作を原作としたテレビドラマ『ブルーもしくはブルー 〜もう一人の私〜』についても記述する。

## 小説
1992年9月に宙出版より刊行。『パイナップルの彼方』に続く、一般小説転向後の第2作。1996年5月に角川文庫より文庫化。2021年5月に同文庫より改版が刊行された。

### 刊行情報
- 『ブルーもしくはブルー』宙出版〈宙ブックスハンディハードカヴァーズ〉、1992年9月。ISBN 4-391-11494-1。
- 『ブルーもしくはブルー』角川書店〈角川文庫〉、1996年5月。ISBN 4-04-197002-4。
- 『ブルーもしくはブルー 改版』KADOKAWA〈角川文庫〉、2021年5月。ISBN 978-4-04-111394-3。

## テレビドラマ

### 概要
- NHK総合テレビの「連続ドラマシリーズ」枠で「ブルーもしくはブルー 〜もう一人の私〜」としてテレビドラマ化。
- タイトルに“もう一人の私”とあるように、もし自分と全く同じ外見の人物（いわゆるドッペルゲンガー）がいて、違う家庭環境で恋人（愛人）と暮らしたらどんな展開になるか、というコンセプトを軸に、サスペンスラブストーリー的な要素を加味した作品である。
- 深夜のドラマにもかかわらず、同クールのプライムタイム帯のドラマの視聴率を上回ることも多かった。
- 2003年末に4回シリーズの再編集版（1回50分）が放送され、また2006年にも2月から3月にかけてアンコール放送が行われた（ともに総合テレビ）。また、2008年9月29日(月)より「ファミリー劇場」にて再放送が行われる。ただし、再編集版は放送しない。
- 2003年3月12日にポニーキャニオンから2枚組DVD-BOXが発売予定だったが、直前になって中止されて[1]以降、今日に至るまでソフト化はされていない。

### あらすじ（テレビドラマ）
佐々木蒼子は、夫・佐々木祐介と結婚してから6年目で東京の高級マンションで生活していた。その暮らしはかなり裕福ではあるが、夫婦関係は完全に冷えきっていた。祐介には、結婚前から藤沢美樹という恋人がいて、そのことを知っている蒼子にも牧原直也という3つ年下の恋人がいる。
そんなある日、牧原と不倫旅行で沖縄に向かう途中、アクシデントでたまたま博多に立ち寄った蒼子は、自分と瓜二つの女性・河見蒼子と出会う。彼女はかつての恋人・河見俊一と結婚していた。二人の蒼子は誕生日も生い立ちもすべて同じだったが、違っていたのは結婚相手とその後の人生。河見蒼子は、かつて佐々木蒼子が祐介と俊一、どちらと結婚しようかと悩んだ時に分離してしまった「もう一人の自分」=ドッペルゲンガーであった。ほんの少しでも今の生活から抜け出したかった佐々木蒼子は、一ヶ月だけ互いに入れ替わって生活することを河見蒼子に提案する。しかし、そのことが彼女の運命を大きく狂わせ、最悪な結末を迎えようとは思っても見なかった。

### キャスト
佐々木 蒼子（ささき そうこ）
演 - 稲森いずみ
都心の高級マンションに住むごく普通の主婦。2歳の時に母親を癌で亡くし、父親はスナックに勤める、若い子持ち女性と再婚。その為、父から愛された記憶がなく他人から愛されたいと強く求め、そして他人の愛し方を知らないまま大人になった。祐介との甘い結婚生活を夢見て結婚。自己中心的でプライドが高い面もあり、趣味の買い物や海外旅行にお金をかけている。祐介の浮気を知りながら、自分も牧原と付き合い、仮面夫婦を演じてきたが、年々虚しさは募っていっていた。そんな中、牧原と沖縄旅行に行く途中、台風接近により緊急着陸した福岡で、自分と全く瓜二つな女性・河見蒼子に出会ったことが、やがて自分が本当に求めている人が誰なのかを気づかせる出来事につながっていくことになる。
佐々木 祐介（ささき ゆうすけ）
演 - 石黒賢
佐々木蒼子の夫で、広告代理店に勤務。人当たりがよくスマートだが、妻の蒼子にさえ本音を見せようとしない。蒼子との冷え切った関係を修復したいと思っているが、結婚前からズルズル引きずってきた美樹との不倫関係も続けている。蒼子にバレていることも知らずに、必死に隠し通そうとしてきたが、その蒼子にも牧原という恋人がいると分かり焦ってしまう。その後、佐々木蒼子と河見蒼子が入れ替わったのも気づかずに、結婚した頃のように変わった河見蒼子との仲を修復しようとする。
牧原 直也（まきはら なおや）
演 - 内田朝陽
フィットネスクラブの人気インストラクター。どこか満たされていない佐々木蒼子に惹かれ、夫がいるのも承知の上で付き合い始めるが、最近蒼子が自分に対して冷たくなってきたのに気づく。蒼子から別れを告げられても、あきらめられずにズルズル関係を続ける。佐々木蒼子と河見蒼子が入れ替わっているとも知らないまま、その後イメージが変わった河見蒼子に言われるままヨリを戻すことに。
緑川 和夫（みどりかわ かずお）
演 - 山寺宏一
愛称・ミドリ。ブティックを経営している。佐々木蒼子の数少ない友人であり、常に蒼子に服を買わせる。プライベートでも付き合う仲だったが、今は金持ちの主婦と見下してしかいない。河見蒼子の出現で、無くしかけていた自分の主義を取り戻す。
森 早苗（もり さなえ）
演 - 根本はるみ
ミドリが経営するブティックの店員で、バイリンガル。嘘の付けない性格で、思ったことは何でも口にしてしまう。佐々木蒼子に商品を無理矢理押し付けて買わせるというミドリのやり方に反感を抱き、蒼子に同情している。
藤沢 美樹（ふじさわ みき）
演 - 七瀬なつみ
祐介の不倫相手で、佐々木蒼子が通う料理学校の先生。現在、離婚調停中で子供の親権争いも続いている。不倫相手が自分の生徒である佐々木蒼子の夫だと最初は知らなかったが、ふとしたことでそれを知った後は、蒼子と対立することに。
橘 耕三（たちばな こうぞう）
演 - 宇津井健
佐々木蒼子の父親で、再婚相手の実家である金物屋を継いでいる。幼い頃から蒼子を可愛がった記憶がなく、娘に対し、申し訳ないとは思っている。だがギャンブル好きで借金が重なり、祐介・蒼子夫妻の家を訪ねては、祐介に金の無心をしている。
河見 蒼子（かわみ そうこ）
演 - 稲森いずみ
福岡で夫・俊一と平凡に暮らしている主婦。偶然出会った佐々木蒼子からの願いで、一ヶ月だけ生活を入れ替える事になる。実は佐々木蒼子のドッペルゲンガーで「影」の存在であったが、ある出来事を機に、自分の「本体」である佐々木蒼子と立場が逆転することに。そして、河見蒼子は佐々木蒼子に対して、復讐を誓う。
河見 俊一（かわみ しゅんいち）
演 - 細川茂樹
河見蒼子の夫で、ふぐ料理屋「かわみ」の板前。蒼子を誰よりも愛しているが、酔っ払うと態度が豹変し、暴力を振るってしまう。しかし、本当は人一倍優しい九州男児。蒼子が自分の元からいなくなってしまうのではないかといつも不安がっているという小心者なところも。
田島 はるか（たじま はるか）
演 - ベッキー
河見蒼子の隣人で、臨月を迎えた新婚ホヤホヤの主婦。ヒマを見つけては、蒼子の家に遊びに来る。世間知らずで、まだ幼いゆえの図々しさが災いし、佐々木蒼子を怒らせてしまうが、二人の蒼子が入れ替わったことには全く気づいていない。
河見 よし江（かわみ よしえ）
演 - 中尾ミエ
河見俊一の母親で「かわみ」を俊一と二人で切り盛りしている。なかなか子供のできない蒼子に対して、何かにつけてはそのことでチクチク嫌味を言っている。蒼子が俊一に暴力を振るわれているとは知らずに、俊一に依存し、庇っている。

### 主題歌
- 島谷ひとみ「元気を出して」
- ブルーもしくはブルー オリジナルサウンドトラック

### タイトル・視聴率
| 放送週 | 放送日  | タイトル | 視聴率 |
| ------ | ------- | -------- | ------ |
| 第1週  | 6月23日 | 運命     | 8.8%   |
| 第1週  | 6月24日 | 運命     | 6.4%   |
| 第1週  | 6月25日 | 運命     | 8.3%   |
| 第1週  | 6月26日 | 運命     | 7.9%   |
| 第2週  | 6月30日 | 嫉妬     | 7.6%   |
| 第2週  | 7月1日  | 嫉妬     | 8.1%   |
| 第2週  | 7月2日  | 嫉妬     | 7.3%   |
| 第2週  | 7月3日  | 嫉妬     | 5.5%   |
| 第3週  | 7月7日  | 復讐     | 7.6%   |
| 第3週  | 7月8日  | 復讐     | 8.2%   |
| 第3週  | 7月9日  | 復讐     | 8.5%   |
| 第3週  | 7月10日 | 復讐     | 8.3%   |
| 最終週 | 7月14日 | 出発     | 9.8%   |
| 最終週 | 7月15日 | 出発     | 8.4%   |
| 最終週 | 7月16日 | 出発     | 8.5%   |
| 最終週 | 7月17日 | 出発     | 9.6%   |

### スタッフ
- 脚本：中谷まゆみ
- 演出：国本雅広
- プロデューサー：千葉行利
- 音楽：鈴木康博
- 美術：高野雅裕
- 撮影技術：金澤まさあき
- 照明：海老原靖人
- 音声：河合由行
- 映像：横田久雄
- CG：行方敬之
- 編集：清水正彦
- 博多弁指導：岡田幸子